# 花園廣場

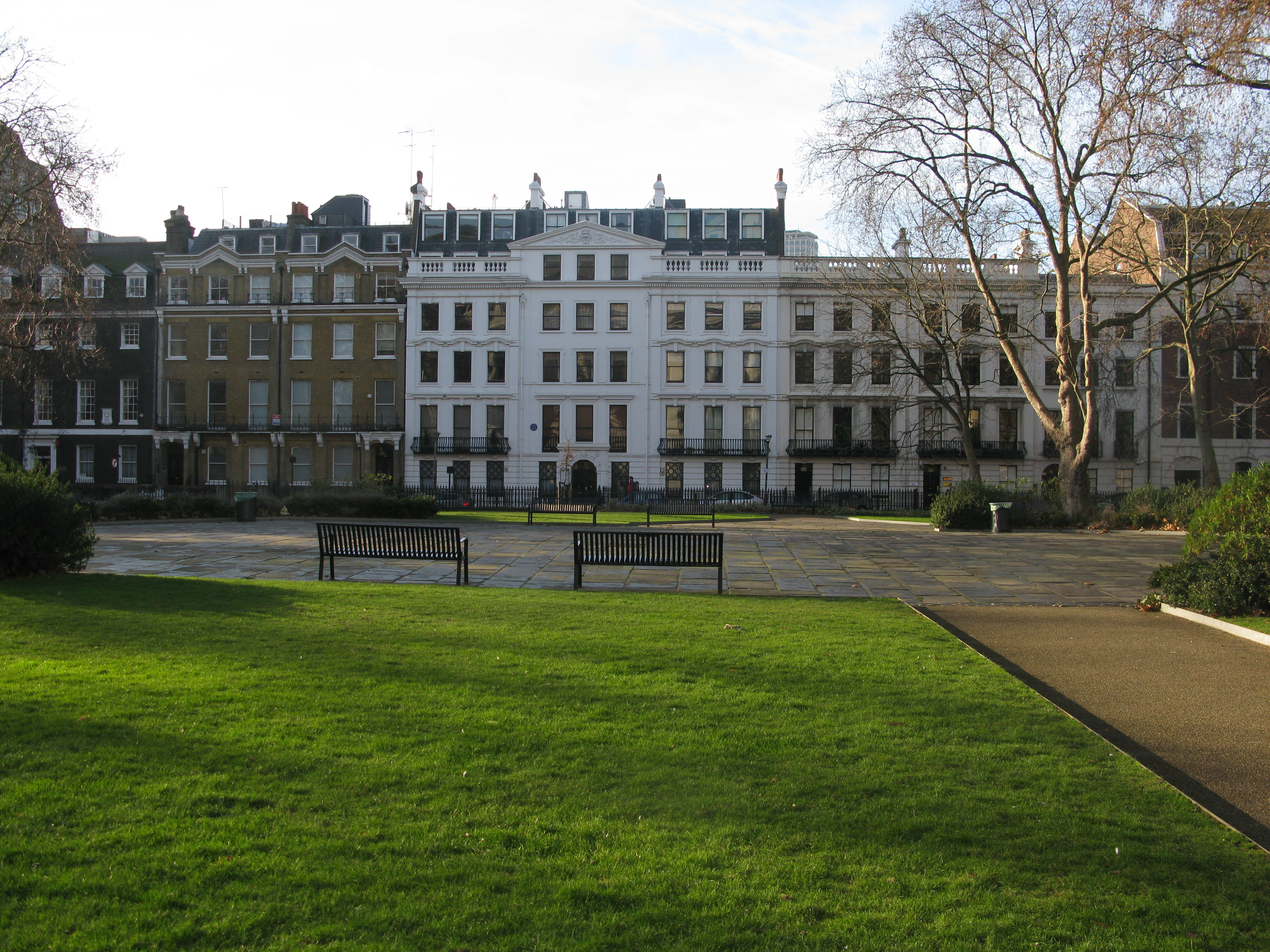
布盧姆茨伯里廣場，位於倫敦中央

花園廣場（英語：garden square）是指建築環繞的露天場所，通常坐落於都市區。

## 英國
在英國，花園廣場通常是由居住在廣場中的居民持有的私人財產，有些廣場會對公眾開放。可能會徵收費用以維持其運作。倫敦有許多花園廣場。